# Indigofera dosua
Indigofera dosua är en ärtväxtart som beskrevs av David Don. Indigofera dosua ingår i släktet indigosläktet, och familjen ärtväxter.

## Underarter
Arten delas in i följande underarter:
- I. d. dosua
- I. d. simlensis